# Edward Alfred Cowper

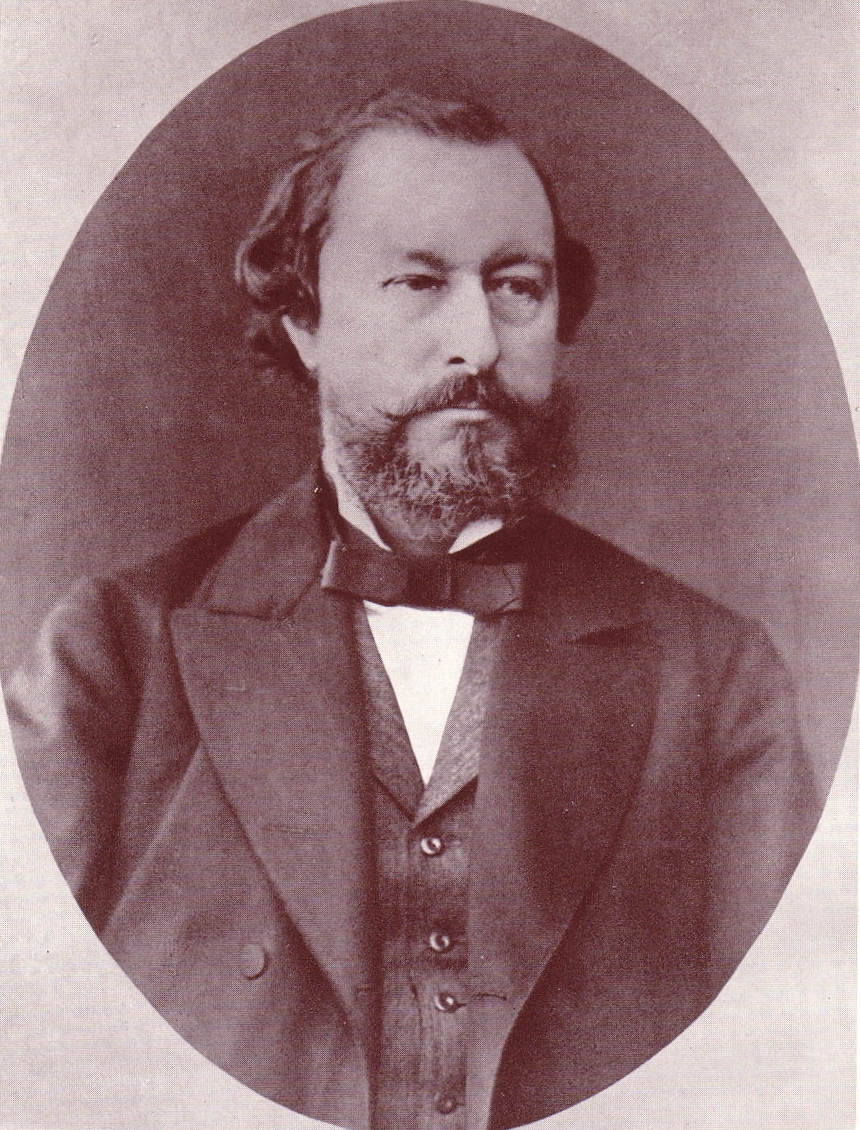
Edward Alfred Cowper

Edward Alfred Cowper (1819–1893) – angielski inżynier i wynalazca. Opatentował między innymi system sygnalizacji kolejowej działającej we mgle, samopiszący telegraf elektryczny oraz nagrzewnicę dmuchu wielkopiecowego. Jego ojcem był drukarz i wynalazca Edward Cowper.
W latach 1880–1881 pełnił funkcję przewodniczącego Institution of Mechanical Engineers, brytyjskiego stowarzyszenie inżynierów.
Był żonaty, miał jednego syna.